# Survivorman
Survivorman é um programa de televisão canadense exibido no Brasil pelo Discovery Channel e apresentado por Les Stroud e seu amigo Robert Strauss, responsáveis por mostrar ao telespectador como sobreviver sozinhos por sete dias em diferentes lugares inóspitos do planeta, com apenas uma ferramenta multiuso Leatherman e uma vodka. Eles não são os responsáveis pela própria filmagem, a equipe carrega um conjunto de equipamentos que chega a pesar 22 quilos.
O programa teve três temporadas (em 2004, 2007 e 2008), após a qual Les Stroud decidiu encerrar a produção do programa, devido ao cansaço das gravações consideradas extenuantes. Mas em 2012 aceitou fazer mais 4 episódios especiais de 60 minutos em que passou em cada um 10 dias de sobrevivência.